# جيانفرانكو بيتين
جيانفرانكو بيتين (البندقية ، 21 يونيو 1955) عالم اجتماع إيطالي وزعيم حزب الخضر في فينيتو.
خلال حياته السياسية الطويلة ، كان نائب عمدة مدينة البندقية في ميستر (1995-2005) وعضو المجلس الإقليمي في فينيتو (2000-2010). في عام 2003 ، أيد اقتراح جيانفرانكو فيني لجعل المواطنين المهاجرين يصوتون في الانتخابات الوطنية العامة.
بالإضافة إلى ذلك ، دعم حصول حقوق المواطنة الكاملة للمهاجرين في الإقليم ، بما في ذلك التصويت الإداري لنائب الرائد ولمجلس فينيتو.
في عام 2010 حاول توسيع قاعدة الخضر في فينيتو ، ولكن من المدهش إلى حد ما أنه لم تتم إعادة انتخابه.
في عام 2010 ، حصل على 35٪ من الأصوات في انتخابات عمدة مدينة البندقية ، وبالكاد فاز بالترشيح (كان الفائز هو جورجيو أورسوني بنسبة 46٪ فقط من الأصوات). كان بيتين فيما بعد عضوًا في السلطة التنفيذية لبلدية البندقية ورئيسًا لبلدية مارجيرا.